# 1992年のNBAドラフト
1992年のNBAドラフトは、1992年度のNBAドラフト。1992年6月24日、アメリカ合衆国オレゴン州ポートランドで開催された。
ドラフト最上位で指名された2名、シャキール・オニールとアロンゾ・モーニングは2006年のNBAファイナルで共にマイアミ・ヒートでプレーし優勝した。

## ドラフト指名
| PG | ポイントガード | SG | シューティングガード | SF | スモールフォワード | PF | パワーフォワード | C | センター |

| * | バスケットボール殿堂入り      |
| ^ | 現役プレーヤー                |
| S | NBAオールスター               |
| A | オールNBAチーム               |
| R | NBAオールルーキーチーム       |
| D | NBAオールディフェンシブチーム |
| C | NBAチャンピオン               |
| F | ファイナルMVP                 |
| # | NBAでのプレー経験なし         |
| M | シーズンMVP                   |

### 1巡目
| 指名順 | 選手名                            | 経歴            | 国籍           | 指名チーム                                                                                       | 出身校など               |
| ------ | --------------------------------- | --------------- | -------------- | ------------------------------------------------------------------------------------------------ | ------------------------ |
| 1      | シャキール・オニール (C)          | * S A R D C F M | アメリカ合衆国 | オーランド・マジック                                                                             | ルイジアナ州立大学       |
| 2      | アロンゾ・モーニング (C)          | * S A R D C     | アメリカ合衆国 | シャーロット・ホーネッツ                                                                         | ジョージタウン大学       |
| 3      | クリスチャン・レイトナー (PF)     | S R             | アメリカ合衆国 | ミネソタ・ティンバーウルブズ                                                                     | デューク大学             |
| 4      | ジミー・ジャクソン (SG)           |                 | アメリカ合衆国 | ダラス・マーベリックス                                                                           | オハイオ州立大学         |
| 5      | ラフォンゾ・エリス (PF)           |                 | アメリカ合衆国 | デンバー・ナゲッツ                                                                               | ノートルダム大学         |
| 6      | トム・ググリオッタ (PF)           | S R             | アメリカ合衆国 | ワシントン・ブレッツ                                                                             | ノースカロライナ州立大学 |
| 7      | ウォルト・ウィリアムス (SF)       |                 | アメリカ合衆国 | サクラメント・キングス                                                                           | メリーランド大学         |
| 8      | トッド・デイ (SG)                 |                 | アメリカ合衆国 | ミルウォーキー・バックス                                                                         | アーカンソー大学         |
| 9      | クラレンス・ウェザースプーン (PF) |                 | アメリカ合衆国 | フィラデルフィア・セブンティシクサーズ                                                           | サザンミシシッピ大学     |
| 10     | アダム・キーフ (PF)               |                 | アメリカ合衆国 | アトランタ・ホークス                                                                             | スタンフォード大学       |
| 11     | ロバート・オーリー (SF)           | R C             | アメリカ合衆国 | ヒューストン・ロケッツ                                                                           | アラバマ大学             |
| 12     | ハロルド・マイナー (SG)           |                 | アメリカ合衆国 | マイアミ・ヒート                                                                                 | 南カリフォルニア大学     |
| 13     | ブライアント・スティス (SG)       |                 | アメリカ合衆国 | デンバー・ナゲッツ (元はニュージャージー・ネッツの指名権)                                        | バージニア大学           |
| 14     | マリック・シーリー (SF)           |                 | アメリカ合衆国 | インディアナ・ペイサーズ                                                                         | セントジョンズ大学       |
| 15     | アンソニー・ピーラー (SG)         |                 | アメリカ合衆国 | ロサンゼルス・レイカーズ                                                                         | ミズーリ大学             |
| 16     | ランディ・ウッズ (PG)             |                 | アメリカ合衆国 | ロサンゼルス・クリッパーズ                                                                       | ラ・サール大学           |
| 17     | ダグ・クリスティ (SG)             | D               | アメリカ合衆国 | シアトル・スーパーソニックス                                                                     | ペパーダイン大学         |
| 18     | トレーシー・マレー (SF)           | C               | アメリカ合衆国 | ミルウォーキー・バックス                                                                         | UCLA                     |
| 19     | ドン・マクレーン (PF)             |                 | アメリカ合衆国 | デトロイト・ピストンズ (ワシントン・ブレッツにトレード) (元はロサンゼルス・クリッパーズの指名権) | UCLA                     |
| 20     | ヒューバート・デイビス (SG)       |                 | アメリカ合衆国 | ニューヨーク・ニックス                                                                           | ノースカロライナ大学     |
| 21     | ジョン・バリー (SG)               |                 | アメリカ合衆国 | ボストン・セルティックス                                                                         | ジョージア工科大学       |
| 22     | オリバー・ミラー (C)              |                 | アメリカ合衆国 | フェニックス・サンズ                                                                             | アーカンソー大学         |
| 23     | リー・メイベリー (PG)             |                 | アメリカ合衆国 | ミルウォーキー・バックス (元はユタ・ジャズの指名権)                                              | アーカンソー大学         |
| 24     | ラトレル・スプリーウェル (SG)     | S A R D         | アメリカ合衆国 | ゴールデンステート・ウォリアーズ                                                                 | アラバマ大学             |
| 25     | エルモア・スペンサー (C)          |                 | アメリカ合衆国 | ロサンゼルス・クリッパーズ (元はクリーブランド・キャバリアーズの指名権)                          | UNLV                     |
| 26     | デイブ・ジョンソン (SF)           |                 | アメリカ合衆国 | ポートランド・トレイルブレイザーズ                                                               | シラキュース大学         |
| 27     | バイロン・ヒューストン (PF)       |                 | アメリカ合衆国 | シカゴ・ブルズ                                                                                   | オクラホマ州立大学       |

### 2巡目
| 指名順 | 選手名                          | 経歴 | 国籍           | 指名チーム                         | 出身校など                           |
| ------ | ------------------------------- | ---- | -------------- | ---------------------------------- | ------------------------------------ |
| 28     | マーロン・マクシー (PF)         |      | アメリカ合衆国 | ミネソタ・ティンバーウルブズ       | テキサス大学エルパソ校               |
| 29     | P.J.ブラウン (PF)               | D C  | アメリカ合衆国 | ニュージャージー・ネッツ           | ルイジアナ工科大学                   |
| 30     | ショーン・ルックス (PF/C)       |      | アメリカ合衆国 | ダラス・マーベリックス             | アリゾナ大学                         |
| 31     | レジー・スミス (C)              |      | アメリカ合衆国 | ポートランド・トレイルブレイザーズ | テキサスクリスチャン大学             |
| 32     | ブレント・プライス (G)          |      | アメリカ合衆国 | ワシントン・ブレッツ               | オクラホマ大学                       |
| 33     | コーリー・ウィリアムス (G)      |      | アメリカ合衆国 | シカゴ・ブルズ                     | オクラホマ州立大学                   |
| 34     | クリス・スミス (G)              |      | アメリカ合衆国 | ミネソタ・ティンバーウルブズ       | コネチカット大学                     |
| 35     | トニー・ベネット (G)            |      | アメリカ合衆国 | シャーロット・ホーネッツ           | ウィスコンシン大学グリーンベイ校     |
| 36     | デュアン・クーパー (G)          |      | アメリカ合衆国 | ロサンゼルス・レイカーズ           | 南カリフォルニア大学                 |
| 37     | アイザイア・モリス (F)          |      | アメリカ合衆国 | マイアミ・ヒート                   | アーカンソー大学                     |
| 38     | エルマー・ベネット (G)          |      | アメリカ合衆国 | アトランタ・ホークス               | ノートルダム大学                     |
| 39     | リテリアル・グリーン (G)        |      | アメリカ合衆国 | シカゴ・ブルズ                     | ジョージア大学                       |
| 40     | スティーブ・ロジャース (SG/SF)  |      | アメリカ合衆国 | ニュージャージー・ネッツ           | アラバマ州立大学                     |
| 41     | ポパイ・ジョーンズ (F)          |      | アメリカ合衆国 | ヒューストン・ロケッツ             | マレー州立大学                       |
| 42     | マット・ガイガー (C)            |      | アメリカ合衆国 | マイアミ・ヒート                   | ジョージア工科大学                   |
| 43     | プレドラグ・ダニロヴィッチ (SG) |      | ユーゴスラビア | ゴールデンステート・ウォリアーズ   | KKパルチザン (ユーゴスラビア)        |
| 44     | ヘンリー・ウィリアムス (G)      |      | アメリカ合衆国 | サンアントニオ・スパーズ           | ノースカロライナ大学シャーロット校   |
| 45     | クリス・キング (F)              |      | アメリカ合衆国 | シアトル・スーパーソニックス       | ウェイクフォレスト大学               |
| 46     | ロバート・ウェルダン (C)        |      | アメリカ合衆国 | デンバー・ナゲッツ                 | セントジョンズ大学                   |
| 47     | ダレン・モーニングスター (C)    |      | アメリカ合衆国 | ボストン・セルティックス           | ピッツバーグ大学                     |
| 48     | ブライアン・デービス (F/G)      |      | アメリカ合衆国 | フェニックス・サンズ               | デューク大学                         |
| 49     | ロン・エリス (PF)               |      | アメリカ合衆国 | フェニックス・サンズ               | ルイジアナ工科大学                   |
| 50     | マット・フィッシュ (F)          |      | アメリカ合衆国 | ゴールデンステート・ウォリアーズ   | ノースカロライナ大学ウィルミントン校 |
| 51     | ティム・バロー (PF)             |      | アメリカ合衆国 | ミネソタ・ティンバーウルブズ       | ジャクソンビル大学                   |
| 52     | マット・ステイジェンガ (F)      |      | アメリカ合衆国 | シカゴ・ブルズ                     | ミシガン州立大学                     |
| 53     | カーティス・ブレア (PG)         |      | アメリカ合衆国 | ヒューストン・ロケッツ             | リッチモンド大学                     |
| 54     | ブレット・ロバーツ (SF)         |      | アメリカ合衆国 | サクラメント・キングス             | モアヘッド州立大学                   |

## ドラフト外入団の主な選手
- デイビッド・ウェズリー (SG/PG), ベイラー

## トリビア
- ドラフト全体3位で指名されたクリスチャン・レイトナーは、NBAでのデビュー前の1992年の夏に行われたバルセロナオリンピックのアメリカ代表（ドリームチーム）にアマチュア選手として唯一選ばれてプレーした。
- 2順目53位で指名を受けたカーティス・ブレアは、NBAでプレーはしていないが、2008年からNBAでレフェリーを務めている。
- 2004-05シーズン、マイアミ・ヒートのロースターにはトップ3で指名された3人の選手が所属した。
  - シャキール・オニール（全体1位オーランド・マジックが指名）
  - アロンゾ・モーニング（全体2位シャーロット・ホーネッツが指名）
  - クリスチャン・レイトナー（全体3位ミネソタ・ティンバーウルブズが指名）
- さらに、ここ14年間でドラフトトップ12で指名された選手のうち、9名がヒートでプレーしている。

1. シャキール・オニール (2004–present),
2. アロンゾ・モーニング (1995–2003, 2005–present),
3. クリスチャン・レイトナー (2004–05)
4. ジム・ジャクソン (2001–02),
5. ラフォンゾ・エリス (2001–03),
6. ウォルト・ウィリアムス (1996),
7. トッド・デイ (1997–98),
8. クラレンス・ウェザースプーン (1998–2000)
9. ハロルド・マイナー (1992–95).